# Idioma chagatai

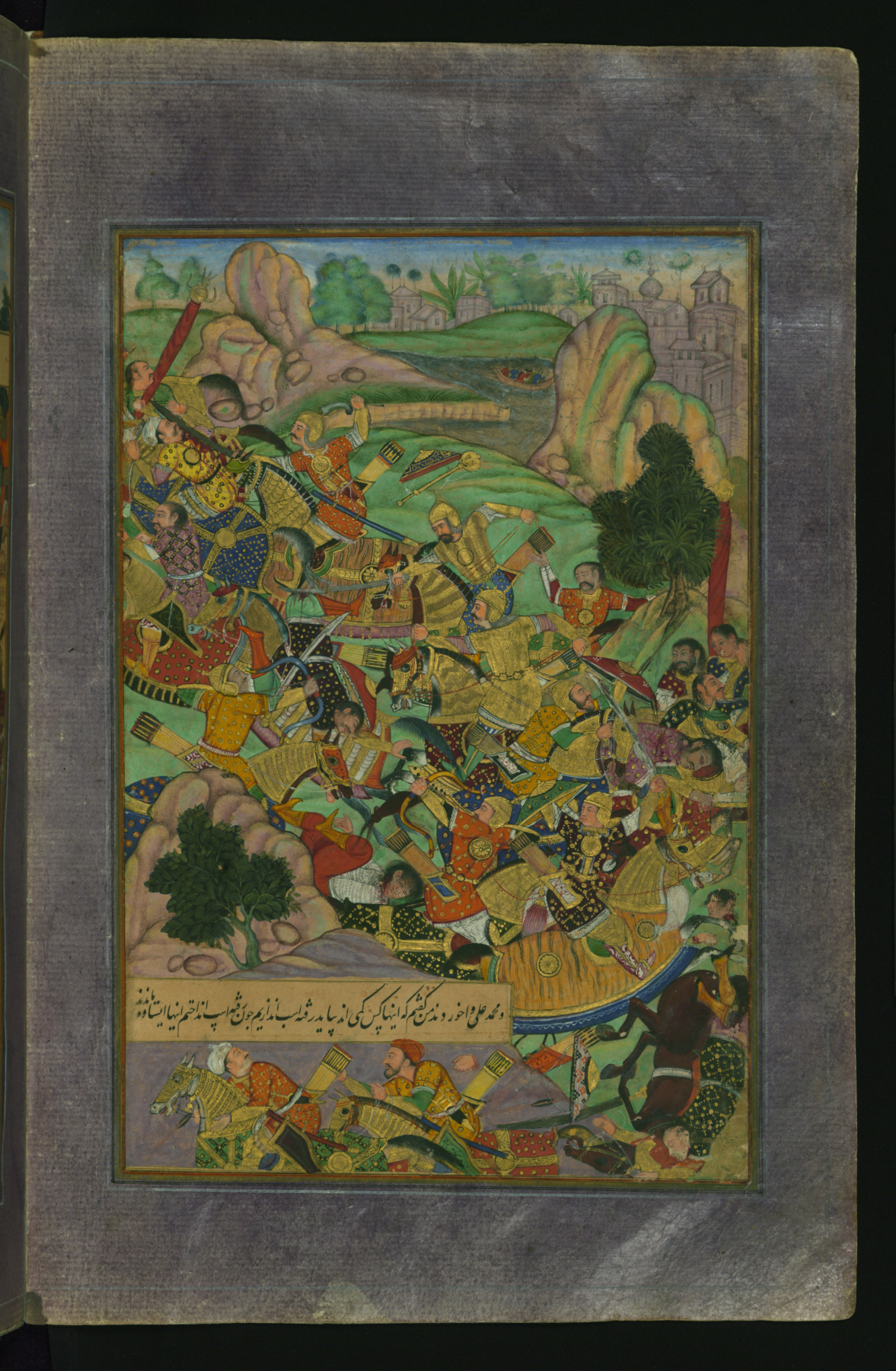
Babur enfrendando a sus enemigos.

El idioma chagatai (جغتای Jağatāy) es una lengua extinta perteneciente a las lenguas túrquicas, que en su día se habló en extensas zonas de Asia central y tuvo categoría de lenguaje literario hasta principios del siglo xx. Lo hablaban las autoridades del Imperio mogol en el subcontinente indio, donde influyó el desarrollo del idioma indostánico. Ali-Shir Nava'i fue el principal representante de la literatura en chagatai.
En 1924, durante los preparativos para el establecimiento de la República Socialista Soviética de Uzbekistán, el idioma chagatai pasó a denominarse oficialmente uzbeko antiguo,. En palabras de Edward A. Allworth, tal denominación es errónea porque «distorsionó gravemente la historia literaria de la región». Además, se utilizó el cambio de nombre para dar una identidad uzbeka a autores como Ali-Shir Nava'i.
El desarrollo temprano de la lengua es a veces llamado turco medio, o simplemente turki.

## Etimología
La palabra chagatai hace referencia al kanato de Chagatai (1225-1680), un imperio descendiente del Imperio mongol heredado por el segundo hijo de Gengis Kan, Chagatai Kan. Muchos de los hablantes de esta lengua, turcos chagatai y tártaros, se atribuían descendencia directa de Chagatai Kan.

## Historia
El chagatai pertenece a las lenguas túrquicas surorientales, rama de las lenguas túrquicas. Desciende del turco antiguo, que fue la lingua franca de Asia Central, con un fuerte influjo de palabras y expresiones idiomáticas árabes y persas. Su forma literaria se basó en dos lenguas turcas medias, el qarajánida y el coresmí. Se puede dividir en tres periodos:
1. Chagatai preclásico (1400-1465)
2. Chagatai clásico (1465-1600)
3. Chagatai posclásico (1600-1921)

El primer periodo es una fase caracterizada por la retención de formas arcaicas; la segunda etapa inicia con la publicación del primer divan de Ali-Shir Nava'i, que es la cumbre de la literatura en chagatai, seguida por la tercera etapa, que se caracterizó por dos tendencias divergentes. Una preservaba la lengua clásica de Nava'i, mientras que la otra incrementaba la influencia de las lenguas autóctonas.
El idioma chagatai tuvo su apogeo durante la dinastía timúrida. El chagatai siguió siendo la lengua literaria de Asia Central hasta las reformas soviéticas a principios del siglo XX, y tuvo una fuerte influencia en el desarrollo del indostánico.

## Influencia en lenguas túrquicas posteriores
El uzbeko y el uigur son las lenguas modernas más cercanas al chagatai. Los uzbekos consideran que el chagatai es el origen de su idioma actual, y también consideran como propia la literatura en chagatai. En 1921, en Uzbekistán, que formaba parte de la Unión Soviética, se adoptó un dialecto autóctono uzbeko como reemplazo del chagatai. 
Ethnologue tiene registro de la palabra chagatai en Afganistán para referirse al tekke, un dialecto del turcomano. Hasta antes y durante el siglo XVIII, el chagatai fue la lengua literaria principal en Turkmenistán, y en toda la región de Asia Central. Aunque tuvo cierta influencia en el turcomano, cada una de esas dos lenguas pertenece a una ramas distinta de la familia de las lenguas túrquicas.

## Literatura
El poeta hablante de chagatai más famoso es Ali -Shir Nava'i, quien, además de otras obras, escribió Muhakamat al-Lughatayn, una comparación detallada del chagatai y las lenguas persas, donde argumentó la superioridad del chagatai. Su fama está atestiguada por el hecho de que, al hacer referencia al chagatai, se le denomina la lengua de Nava'i. Entre las principales obras en prosa, la biografía de Tamerlán está escrita en turco chagatai, así como el famoso Baburnama de Babur, fundador del Imperio mogol.
Hasta principios del siglo veinte se siguieron escribiendo obras de importancia en chagatai. Entre ellas está Tārīkh-i amniyya de Musa Sayrami, escrita en 1903 y la versión revisada Tārīkh-i ḥamīdi completada en 1908,  siendo ésta la mejor fuente de la rebelión de los dunganes de 1862 a 1877 en Sinkiang, China.
La literatura en chagatai se sigue estudiando en la Turquía moderna y se considera que forma parte del patrimonio cultural túrquico.